# Physetica temperata
Physetica temperata är en fjärilsart som beskrevs av Walker 1858. Physetica temperata ingår i släktet Physetica och familjen nattflyn. Inga underarter finns listade i Catalogue of Life.